# Xavier Hutchinson
Xavier Hutchinson (Jacksonville, 1º giugno 2000) è un giocatore di football americano statunitense che milita nel ruolo di wide receiver per gli Houston Texans della National Football League (NFL).

## Carriera

### Houston Texans
Al college Hutchinson giocò a football al Blinn Community College (2018-2019) e all'Università statale dell'Iowa (2020-2022), venendo premiato come All-American nell'ultima stagione. Fu scelto nel corso del sesto giro (205º assoluto) del Draft NFL 2023 dagli Houston Texans. Debuttò come professionista subentrando nella gara del primo turno contro i Baltimore Ravens ricevendo un passaggio da 9 yard. La sua prima stagione si chiuse con 8 ricezioni per 90 yard in 16 presenze, nessuna delle quali come titolare.